# Raibacher Bild
Das sogenannte Raibacher Bild ist eine anthropomorphe Sandsteinstele aus keltischer Zeit, die bei Breuberg-Rai-Breitenbach im hessischen Odenwald gefunden wurde. Sie befindet sich heute im Hessischen Landesmuseum Darmstadt. Eine Kopie ist im Breubergmuseum auf der Burg Breuberg ausgestellt.

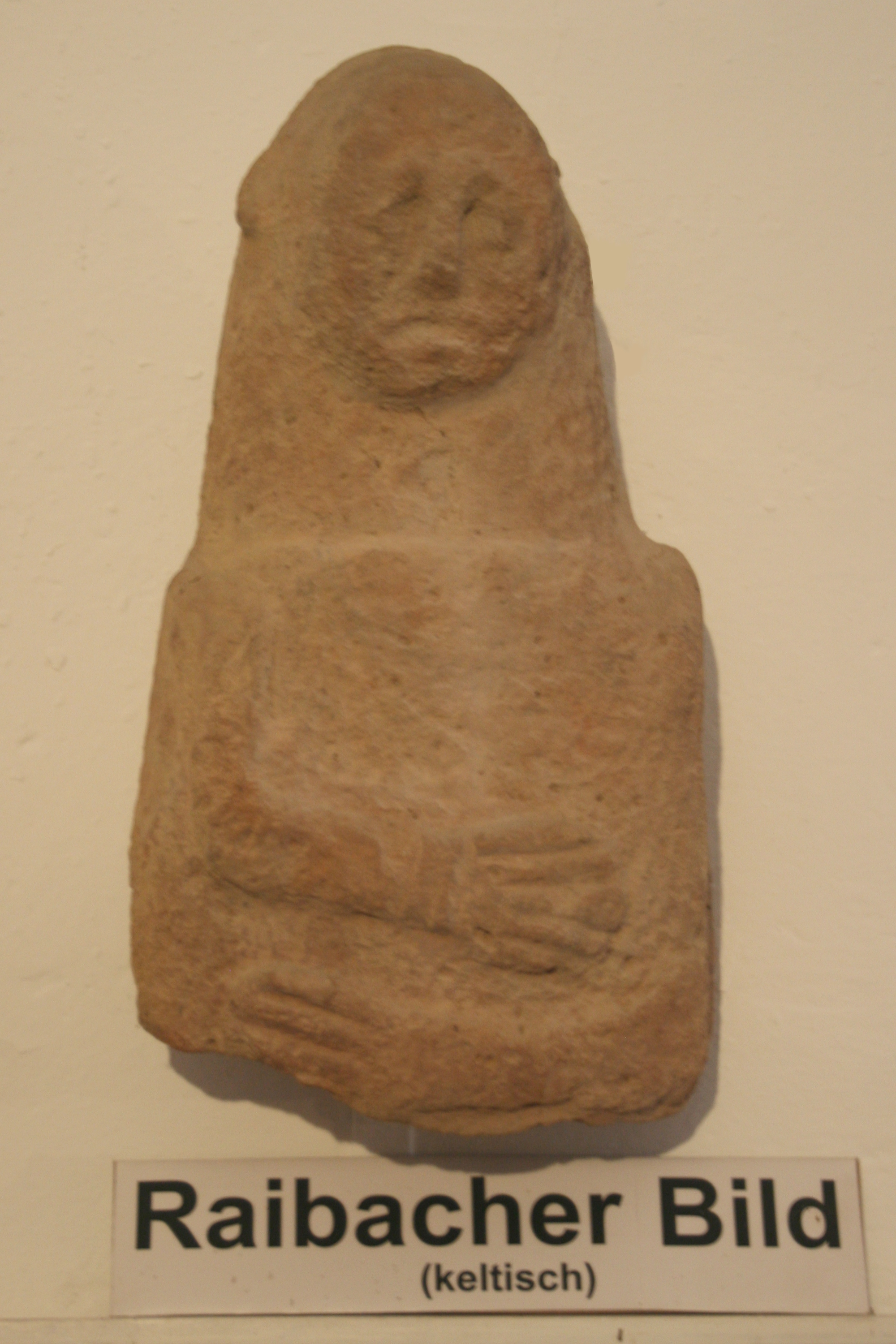
Kopie des Raibacher Bilds im Breubergmuseum.

## Fund
Die Stele wurde 1919 ohne Befundzusammenhang als Einzelfund im fürstlich-erbachischen Forstbezirk auf dem Obersberg südlich von Rai-Breitenbach entdeckt. Dem Altertumsforscher Eduard Anthes wurde der Fund erst gezeigt, nachdem er bereits einige Zeit im Keller eines Forsthauses gelagert hatte. Den Aussagen der Forstleute zufolge wurde er ursprünglich in einem flachen Haufen (etwa 30 m³) teilweise zum Wegebau zugerichteter Sandsteinfindlinge unter einer Moosschicht entdeckt. Der untere Teil der Stele war zu diesem Zeitpunkt bereits abgebrochen und verschollen. Anthes hielt den Fund zunächst für ein slawisches Bildwerk.

## Beschreibung
Das Oberteil des Bildes ist mit einer Höhe von 45 cm erhalten. Es besteht aus rotem Odenwälder Sandstein. Aus dem flachen Stein wurden in groben Zügen ein unbedeckter Kopf mit Augen, Nase und Mund mit leicht herabhängenden Mundwinkeln, ein breiter Hals sowie recht plump anliegende Arme herausgearbeitet. Drei Rillen am rechten Unterarm könnten Schmuck oder Bekleidung andeuten. 

## Einordnung
Aufgrund von Vergleichsfunden in Süddeutschland, hier besonders des Kriegers von Hirschlanden wird eine Datierung in die Hallstatt- oder Latènezeit angenommen. Ähnlichkeit besteht weiterhin zu den Bamberger Götzen oder dem Keltenfürst vom Glauberg. Auch jüngere Datierungen sind jedoch nicht auszuschließen.